# Metal Health
A Metal Health az amerikai heavy metal zenekar Quiet Riot harmadik stúdióalbuma. Az album felvételei 1982-ben készültek, ám időközben távozott a zenekar basszusgitárosa, Chuck Wright, aki kettő felvételnél felel a basszusért ("Metal Health"; "Don't Wanna Let You Go"). Helyét a '70-es években egykor már tag, Rudy Sarzo vette át. Az albumon található meg a zenekar kettő legtöbbet elért dala, a Slade feldolgozás, melynek címe "Cum On Feel The Noize", és a címadó dal, a "Metal Health", vagy ahogy más helyeken feltüntetik: "Bang Your Head"; "Bang Your Head (Metal Health)". Az album 6x Platinalemez az Egyesült Államokban. Ez volt az első heavy metál stílusú album, amely az 1. helyet érte el a Billboard listán. A "Thunderbird" című dalt Randy Rhoads gitáros emlékére készítették el.

## Tartalma
1. "Metal Health" (DuBrow/Cavazo/Sarzo/Banali) – 5:16
2. "Cum On Feel The Noize" (Holder/Lea) – 4:50
3. "Don't Wanna Let You Go" (DuBrow/Cavazo) – 4:40
4. "Slick Black Cadillac" (DuBrow) – 4:12
5. "Love's a Bitch" (DuBrow) – 4:11
6. "Breathless" (DuBrow/Cavazo) – 3:51
7. "Run for Cover" (DuBrow/Cavazo) – 3:38
8. "Battle Axe" (Cavazo) – 1:38
9. "Let's Get Crazy" (DuBrow) – 4:08
10. "Thunderbird" (DuBrow) – 4:43
11. "Danger Zone" (DuBrow) – 5:05
12. "Slick Black Cadillac" (live) (DuBrow) – 5:14

## Közreműködők
• Kevin DuBrow: ének
• Carlos Cavazo: gitár
• Rudy Sarzo: basszusgitár
• Frankie Banali: dob

## Fordítás
- Ez a szócikk részben vagy egészben  a   Metal Health című angol Wikipédia-szócikk fordításán alapul.  Az eredeti cikk szerkesztőit annak laptörténete sorolja fel. Ez a jelzés csupán a megfogalmazás eredetét és a szerzői jogokat jelzi, nem szolgál a cikkben szereplő információk forrásmegjelöléseként.